# Висши училища в Северна Македония
Това е пълен списък на висшите училища в Северна Македония.
Към края на 2008 г. на територията на Северна Македония има 4 държавни университета и други 8 висши частни училища:

## Държавни университети
- Скопски университет „Св. св. Кирил и Методий“
- Битолски университет „Свети Климент Охридски“
- Щипски университет „Гоце Делчев“
- Държавен университет в Тетово
- Университет за информационни науки и технологии „Свети апостол Павел“

## Частни висши училища
- Бизнес академия Смилевски, Скопие
- Университет на Югоизточна Европа, Тетово
- Американ Юнивърсити ъв Юръп, Скопие
- Американски колеж, Скопие
- Славянски университет
- Европейски университет, Скопие
- Евроколеж, Струга
- МИТ факултети
- Нюйоркски университет, Скопие
- Евроколеж, Куманово
- Университет за аудиовизуални изкуства - Европейска филмова академия ЕСРА, Скопие
- Международен летен университет